# Đảo Emerald

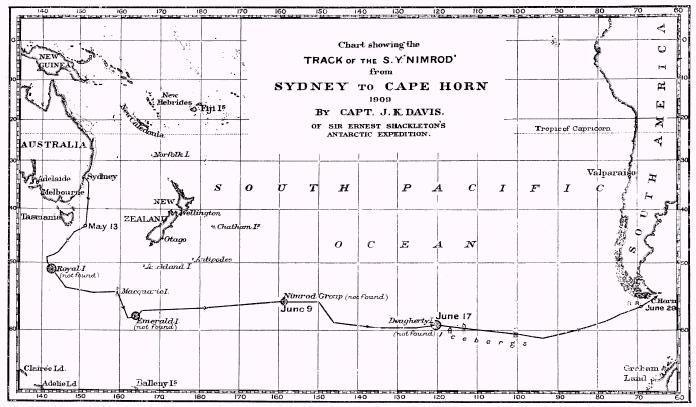
Tìm kiếm đảo Emerald và các đảo ma khác năm 1909

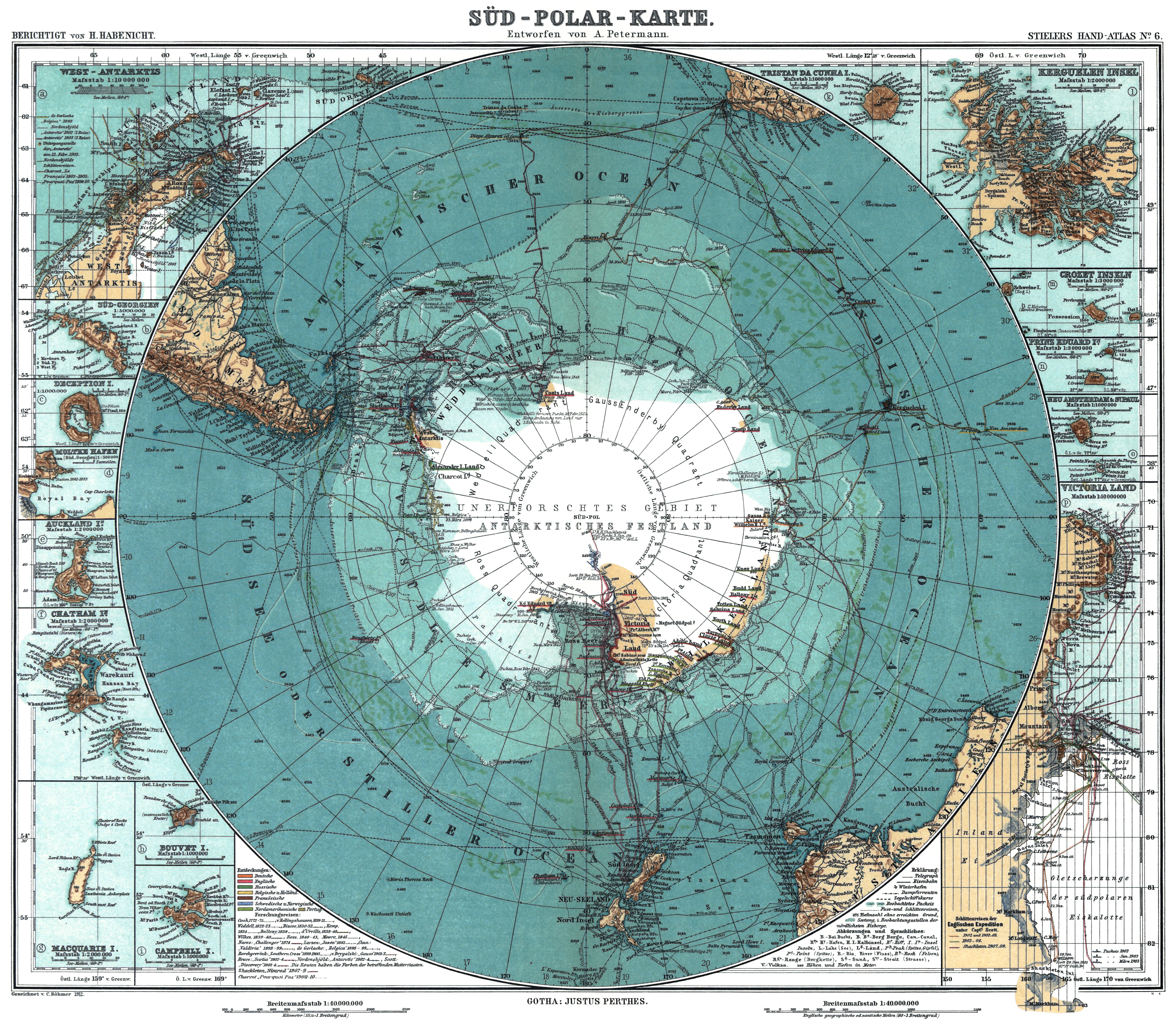
Bản đồ năm 1912 của Đức cho thấy đảo Emerald phía nam đảo Macquarie

Đảo Emerald là hòn đảo ma. Theo các báo cáo, đảo này nằm về phía nam đảo Macquarie, giữa Úc và Nam cực. Đảo được tàu Emerald của Anh phát hiện lần đầu tiên vào tháng 12 năm 1821, do William Elliot làm thuyền trưởng, và tên của hòn đảo được cho là bắt nguồn từ tên của con tàu này. Nó được xem là một đảo nhỏ nhưng cao và nằm ở khu vực nhiều núi, nằm ở 57°30′N 162°12′Đ / 57,5°N 162,2°Đ.
Không có dấu vết về sự tồn tại của đảo này trong cuộc thám hiểm khám phá Hoa Kỳ năm 1940. Mặc dù một thuyền trưởng đến thăm cảng Chalmer báo cáo đã nhìn thấy nó vào khoảng trước năm 1890. Một cuộc tìm kiếm của tàu Nimrod vào năm 1909 nhưng vẫn không có kết quả gì. Tuy nhiên, nó xuất hiện trên bản đồ vào cuối năm 1987 trong một cuốn lịch để bàn (có tập bản đồ) do American Express xuất bản.
Đồng bằng biển thẳm dưới đáy đại dương, bên dưới vị trí được cho là của hòn đảo ma này có tên là Emerald Basin.